# 陳劍如
陳劍如（1896年—1966年2月17日）广东台山人，中华民国政治人物。

## 生平
陳劍如早年自廣州府中學毕业后，19岁入北京法政大學学习。其间，马超俊正在北京籌辦民間飛行學校，陳劍如乃就教于马超俊，谈论革命。民國九年（1920年），陳劍如學成返回广东，在馮自由創辦的民治通訊社任記者，参与宣传革命。民國十一年（1922年），陳劍如自創“覺悟通訊社”，在廣東及海外有影响，其通訊稿受各報歡迎，鼓勵勞工運動，輔導工運組織，呼吁團結抵抗北洋軍閥。1922年陳炯明发动六一六事变，陳劍如口誅筆伐。民國十二年（1923年），陳劍如任中国国民党廣州市黨部區委員。民國十三年（1924年），廣州商團叛乱，陳劍如率先发动輿論聲討。吳鐵城任廣州市公安局局長，聘陳劍如出任廣州市公安局政治部主任。当時，大元帥府派孫科代表赴中国東北会晤張作霖，陳劍如隨行任秘書，旋任大本營籌餉處處長。民国十三年（1924年）冬，孙中山北上，陳劍如隨行任行轅秘書，並照料孙中山的醫藥事宜。民國十四年（1925年），孫科任廣州市長，陳劍如任主任秘書，襄理市政，嗣后兼任廣州國民日報總編輯。
1930年代初，邓演达回国后，孙科为拉拢邓演达，先派陈剑如通过麦朝枢接头，表示愿同邓演达合作反蒋介石。1933年，陈剑如被任命为立法院立法委员。
1935年4月3日，在新生活运动中，为响应宋美龄等人之倡导，上海市政府主办了第一届集体结婚。南京市社会局随之要求举办南京市“第一届新生活集团结婚”活动，定于1935年8月10日举行。8月10日，“首都首届集团结婚典礼”在南京励志社（今钟山宾馆）举办，时任南京市社会局局长陈剑如充当主持人，南京市市长马超俊当证婚人。
1947年，陈剑如任第一屆國民大會代表。后来赴台湾，受聘担任光復大陸設計研究委員會委員。戡乱建國動員委員會秘書長洪蘭友辞职后，蒋介石令免戡乱建國動員委員會秘書長洪蘭友職位，以副秘書長陳劍如代之；任命周異斌爲副秘書長；原任秘書長洪蘭友辭職照准。
1966年2月17日，陈剑如在臺北市逝世，享年71岁。